# Annapolis Royal
Annapolis Royal, antigament conegut com a Annapolis, és un poble localitzat a la part occidental d'Comtat d'Annapolis, Nova Escòcia.